# Tylopsis irregularis
Tylopsis irregularis är en insektsart som beskrevs av Karsch 1893. Tylopsis irregularis ingår i släktet Tylopsis och familjen vårtbitare. Inga underarter finns listade i Catalogue of Life.